# Danh sách tập truyện Slam Dunk

Bìa tập 1 Slam Dunk được phát hành bởi Raijin Comics vào ngày 2 tháng 7 năm 2003 ở Bắc Mĩ.

Slam Dunk là bộ truyện tranh Nhật Bản được vẽ và minh họa bởi Inoue Takehiko. Truyện kể về chàng trai tên là Sakuragi Hanamichi trở thành thành viên trong đội bóng rổ Trường Trung học để lấy được tình cảm của Akagi Haruko người cậu thích nhưng kế hoạch hoàn toàn thất bại. Bù lại khi học thêm các cách chơi bóng rổ, cậu bắt đầu đam mê môn thể thao này.
Các chương truyện được đăng định kì trên tạp chí Weekly Shōnen Jump của Shueisha từ số phát hành 40 năm 1990 đến số phát hành 27 năm 1996. Sau đó 276 chương truyện này được Jump Comics của Shueisha tập hợp lại thành 31 tập tankōbon phát hành từ published on 8 tháng 2 năm 1991 đến 3 tháng 10 năm 1996.

## Danh sách tập
| - 001. "Sakuragi-kun" (桜木君) - 002. "Kaede Rukawa" (流川楓だ "Rukawa Kaede") - 003. "Blood" - 004. "The Gorilla" (ゴリラジジイ "Gorirajijii") - 005. "For Love I Will Prevail!!" (愛は勝つ "Ai wa Katsu") | - 006. "Jam!" - 007. "I am Basketballman" (I'm バスケットマン "I'm Basuketto Man") - 008. "Hanamichi Joins the Team" (花道入部 "Kadō Nyūbu") - 009. "Fundamentals" (基本が大事 "Kihon ga Daiji") |

| - 010. "Afternoon of the Coward" (根性なしの午後 "Konjō Nashi no Gogo") - 011. "The White-Haired Buddha" (白髪仏 "Hakuhatsu Hotoke") - 012. "Battle of the Real Deals" (本物対決 "Honmono Taiketsu") - 013. "Sky-Walker" | - 014. "New Power Generation" - 015. "One Rainy Day" (ある雨の日 "Aru Ame no Hi") - 016. "Talent" (実力者 "Jitsuryokusha") - 017. "Judo-Man" (柔道男 "Jūdō Otoko") - 018. "What I Am" |

| - 019. "Good Gorilla Humor" (ゴリ上機嫌 "Gori Jōkigen") - 020. "The Challenging Commoner's Shot" (庶民のシュートは難しい "Shomin no Shūto wa Muzukashii") - 021. "That Kind of Feeling" (その感覚 "Sono Kankaku") - 022. "Have to be Cautious!!" (「要チェックや」 "'Yō Chekku Ya'") | - 023. "Not The Average Guy" (ただ者じゃない男 "Tadamono Ja Nai Otoko") - 024. "The Day Before Tomorrow" (明日の前の日 "Ashita no Mae no Hi") - 025. "Deadly Opponent" (因縁の二人 "Innen no Ninin") - 026. "The One Called The Secret Weapon" (秘密兵器と呼ばれて "Himitsu Heiki to Yobarete") |

| - 027. "Captain in High" (燃えるキャプテン "Moeru Kyaputen") - 028. "The Fiery of Ryonan" (ドトウの陵南 "Dotō no Ryōnan") - 029. "Super High School" (超高校級 "Chō Kōkō Kyū") - 030. "Counter Attack" - 031. "Temptation" (うずうず "Uzuuzu") | - 032. "Dangerous Person" (危険人物 "Kiken Jinbutsu") - 033. "Heart's on Fire" (ドキドキ "Fokidoki") - 034. "The Star Appears" (主役登場 !! "Shuyaku Tōjō!!") - 035. "What Is This Guy Doing" (なんだコイツは "Nanda Koitsu wa") |

| - 036. "Taoka's Miscalculation" (田岡の誤算 "Taoka no Gosan") - 037. "When Gori's Not Here" (ゴリのいぬ間に "Gori no Inu Kan ni") - 038. "Rebound" - 039. "Rebound King's Troubles" (リバウンド王の苦悩 "Ribaundo Ō no Kunō") - 040. "Wrong...!!!" (ちが〜〜〜〜う "Chiga〜〜〜〜u") | - 041. "Genius!!" (天才 "Tensai") - 042. "Those Eager To Be Victorious Will Never Stop" (負けず嫌いは止まらない "Makezugirai wa Tomaranai") - 043. "Last 2 Minutes" (ラスト2分 "Rasuto 2 Fun") - 044. "I'm Sendoh-kun" (仙道君です "Sendō-kun Desu") |

| - 045. "Unbelievable" - 046. "No Time" - 047. "Man of Victory" (勝利を呼ぶ男 "Shōri o Yobu Otoko") - 048. "Nothing to Lose" - 049. "Basketball Shoes" (バッシュ "Basshu") | - 050. "The One Who Came Late" (遅れてきた男 "Okurete Kita Otoko") - 051. "Super Problem Child" (スーパー問題児 "Sūpā Mondaiji") - 052. "Scandal!" (事件 "Jiken") - 053. "A Bad Feeling" (イヤな予感 "Iya na Yokan") |

| - 054. "You Are Really Annoying!" (やな奴だけど Yanayatsu dakedo) - 055. "Punks" (不良 Furyō) - 056. "Shoes On!" (土足 Dosoku) - 057. "So Sticky" () - 058. "End of the Basketball Team" (バスケ部最後の日 Basuke-bu Saigo no Hi) | - 059. "Burst" () - 060. "So What" (それがどうした Sore ga Dōshita) - 061. "Righteous Friends" (正義の味方 Seigi no Mikata) - 062. "Sakuragi's Regiment" (桜木軍団 Sakuragi-gundan) |

| - 063. "We Won't Come Again" (「2度と来ない」 "Nido to Konai") - 064. "Mitsui" (三井) - 065. "Take of your Shoes" (靴を脱げ Kutsu o nuge) - 066. "MVP" () - 067. "National Championship" (全国制覇 Zenkoku Seiha) | - 068. "Mitsui Hisashi at Age 15" (三井寿15歳 Mitsui Hisashi Jūgo-sai) - 069. "Wish" () - 070. "Doesn't Hurt Anymore" (痛くねえ Itakunee) - 071. "Basketball" () |

| - 072. "Start" () - 073. "May 19th" (5月19日 Gogatsu Nijūkunichi) - 074. "Team of Problematic Children" (問題児集団 Mondaiji Shūdan) - 075. "Who Are Those Guys?" () - 076. "Freethrow" () | - 077. "Rookie Sensation" () - 078. "Proof to be a Genius" (天才の証明 Tensai no Shōmei) - 079. "Genius' Problems" (天才の憂鬱 Tensai no Yū'utsu) - 080. "Genius' Problems 2" (天才の憂鬱 Tensai no Yū'utsu Tsū) |

| - 081. "Strong Opponent" (強豪 Kyōgō) - 082. "Tip Off" () - 083. "No. 1 Center" (No.1センター Nanbā Wan Sentā) - 084. "Individual Play" (個人プレー Kojin Purē) - 085. "Mismatch" (ミスマッチ Misumatchi) | - 086. "Shoyo's Judgement" (翔陽の誤算 Shōyō no Gosan) - 087. "First Half Ending" (前半の終わり方 Zenhan no Owarikata) - 088. "Sakuragi: King of Rebounds" (リバウンド王桜木 Ribaundo Ō Sakuragi) - 089. "Shoyo High School's #4" (翔陽＃4 Shōyō Nanbā Fō) |

| - 090. "A Fujima-Led Shoyo" (藤真のいる翔陽 Fujima no iru Shōyō) - 091. "60 Seconds" () - 092. "Towards Victory" (勝ちにいく Kachi ni Iku) - 093. "Mitsui's Limit Break" (三井限界説 Mitsui Genkaisetsu) - 094. "Damn Bastard" (大バカヤロウ Dai-Bakayarō) | - 095. "4 Fouls" (4ファウル Fō Fauru) - 096. "Rookies" () - 097. "Even Just a Fluke" (マグレだとしても Magure da toshitemo) - 098. "Today's Celebrity" (今日の有名人 Kyō no Yūmeijin) |

| - 099. "Challenging the Champion" (王者への挑戦 Ōja e no Chōsen) - 100. "Central Players" (大黒柱 Daikokubashira) - 101. "Full of Energy" (気合入りまくり Kiai-iri Makuri) - 102. "Run & Gun" (ラン＆ガン Ran Ando Gan) - 103. "No Clue... No Clue at All" (群雄割拠 Gun'yūkakkyo) | - 104. "The unplanned-for player" (計算外プレイヤー Keisan-gai Pureiyā) - 105. "The Tensai and the Pawn" (天才と雑魚 Tensai to Zako) - 106. "Rebound Sakuragi" (裸の桜木 Hadaka no Sakuragi) - 107. "Keep Your Strength" (温存 Onzon) |

| - 108. "Rebound Machine" (超強力リバウンドマシーン Chōkyō Ribaundo Mashīn) - 109. "Accident" () - 110. "Big Gorilla's Open Spot" (ゴリの穴 Gori no Ana) - 111. "Gorilla's Little Brother" (キングコング・弟 Kingu Kongu Otōto) - 112. "Selfish" () | - 113. "Unstoppable" () - 114. "Rule the Game" () - 115. "Shohoku's Ace" (湘北のエース Shōhoku no Ēsu) - 116. "Gori is Back" (ゴリ Is Back Gori Izu Bakku) |

| - 117. "1, 2 Years" (1年か2年後 Ichinen kara Ninen go) - 118. "Two Heroes" (両雄 Ryōyū) - 119. "The Best" () - 120. "Silk" () - 121. "Anzai's Strategy" (安西作戦 Anzai Sakusen) | - 122. "A Man Full of Energy" (元気な男 Genki na otoko) - 123. "Disgrace" (屈辱 Kutsujoku) - 124. "I Play to Win" () - 125. "A Guy With Strong Endurance" (しぶとい奴ら Shibotoi Yatsura) |

| - 126. "Maximum Strength Capacity" (体力の限界 Tairyoku no Genkai) - 127. "Defeat Maki" (打倒・牧 Datō Maki) - 128. "Don't Stain the Genius' Name" (天才の名にかけて Tensai no Na ni Kakete) - 129. "Don't Stain the Genius' Name 2" (天才の名にかけて2 Tensai no Na ni Kakete Tsū) - 130. "Heaven and Hell" (天国と地獄 Tengoku to Jigoku) | - 131. "Heaven and Hell 2" (天国と地獄 Tengoku to Jigoku Tsū) - 132. "The Need to Climb Steep Cliffs" (がけっぷち Gakeppuchi) - 133. "Responsibility Problem" (責任問題 Sekinin Mondai) - 134. "Baldy's Revenge" (ボーズ頭の逆襲 Bōzu-atama no Gyakushū) |

| - 135. "Center Mitsui" (センター三井 Sentā Mitsui) - 136. "Goal--Shoot" ( シュートをねらえ, Shūto o Nera e) - 137. "3 Days" () - 138. "Survival Game" (サバイバル・ゲーム Sabaibaru Gēmu) - 139. "Ryonan's Challenge" (陵南の挑戦 Ryōnan no Chōsen) | - 140. "Special Plan" (奇策 Kisaku) - 141. "Point Guard" () - 142. "Fukuda's Secret" (フクちゃんの秘密 Fuku-chan no Himitsu) - 143. "Kainan's Tidal Rage" (海南 Wave Kainan Weibu) |

| - 144. "The Road to the Nationals" (全国への道 Zenkoku e no Michi) - 145. "Showdown of the Superstars" (スーパースター対決 Sūpāsutā Taiketsu) - 146. "Just Work a Little Harder" (もうひとがんばり Mō hito ganbari) - 147. "Sendoh's Scenario" (仙道のシナリオ Sendō no Shinario) - 148. "Old Man" (オヤジ Oyaji) | - 149. "The Last Chair" (最後の椅子 Saigo no Isu) - 150. "Shohoku and Ryonan" (湘北と陵南 Shōhoku to Ryōnan) - 151. "Above the Rim" () - 152. "Isolation" (アイソレーション Aisorēshon) |

| - 153. "Getting Around" (抜けそう Nuke-sō) - 154. "Gori's Sudden Change" (ゴリ異変 Gori Ihen) - 155. "Howl of an Ape" (ボス猿咆哮 Bosu Saru Hōkō) - 156. "The Messed Up Two" (メチャクチャな2人 Mechakucha na Futari) - 157. "Humiliation 2" (屈辱2 Kutsujoku Tsū) | - 158. "Terrible Predictions" (落とし穴の予感 Otoshiana no Yokan) - 159. "Praise Me" (ホメてくれ Hometekure) - 160. "Experience" (経験 Keiken) - 161. "Losing" (敗北 Haiboku) |

| - 162. "2nd Half" () - 163. "The Disappointing First Half" (沈黙の前半 Chinmoku no Zenhan) - 164. "Ace" (エース Ēsu) - 165. "Patience" (我慢 Gaman) - 166. "No Regrets" (こりない男 Korinai otoko) | - 167. "Fine Play" (ファインプレイ Fain Purei) - 168. "Taoka's Dream" (田岡の夢 Taoka no Yume) - 169. "Rebound King, Sakuragi" (リバウンド王・桜木奮闘 Ribaundo Ō Sakuragi funtō) - 170. "Cry of the Victor" (勝利の雄叫び Shōri no Otakebi) |

| - 171. "You All Are Very Strong" (君たちは強い Kimi-tachi wa Tsuyoi) - 172. "The Big King's Return" (ボス Is Back Bosu izu bakku) - 173. "Concentration" (集中力 Shūchūryoku) - 174. "Blue Color" () - 175. "Main Strength" (主役 Shuyaku) | - 176. "Uneasy Factor" (不安要素 Fuan Yōso) - 177. "Scoring Machine" (点取り屋 Tentori-ya) - 178. "Sendoh on Fire" (仙道 ON FIRE Sendō on Faiyå) - 179. "Shohoku's on Collapse" (湘北崩壊 Shōhoku Hōkai) |

| - 180. "Mitsui's Regret" (三井悔恨 Mitsui Kaikon) - 181. "Newbie Sakuragi" (素人・桜木 Shirōto Sakuragi) - 182. "Newbie Sakuragi 2" (素人・桜木2 Shirōto Sakuragi Tsū) - 183. "Megane-Kun" (メガネ君) - 184. "Victory?" (勝敗 Shōhai) | - 185. "The Nationals" (インターハイ Intāhai) - 186. "Aichi's Star" (愛知の星 Aichi no Hoshi) - 187. "The Freshman" (1年坊主 Ichinen Bōzu) - 188. "Hikoichi, Returns to Osaka" (彦一、大阪へ帰る Hikoichi, Ōsaka ni Kaeru) |

| - 189. "The Nation of Basketball" (バスケットの国 Basuketto no Kuni) - 190. "Japan #1 Senior High Student" (日本一の高校生 Nippon ichi no Kōkōsei) - 191. "1 on 1" () - 192. "1st Round" () - 193. "Threat to the Nationals" (全国が危ない Zenkoku ga abunai) | - 194. "Training" (合宿 Gasshuku) - 195. "Training 2" (合宿2 Gasshuku Tsū) - 196. "Training 3" (合宿3 Gasshuku Surī) - 197. "Basketball Shoes (Brand-New)" (バッシュ (brand-new) Basshu (burando-nyū)) |

| - 198. "Shinkansen" (新幹線) - 199. "Night Before The First Game" (緒戦前夜 Shosen Zen'ya) - 200. "A-Ranked Toyotoma, C-Ranked Shohoku" (Aランク豊玉・Cランク湘北 Ē Ranku Toyotama - Shī Ranku Shōhoku) - 201. "A-Rank VS. C-Rank" (AランクとCランク Ē Ranku to Shī Ranku) - 202. "A Mad Genius" (怒れる天才 Okoreru Tensai) | - 203. "Gorilla in His Best Shape" (ゴリ絶好調 Gori Zekkōchō) - 204. "Jump Shoot" (ジャンプシュート Janpu Shūto) - 205. "The Mysterious Ace Killer" (疑惑のエースキラー Giwaku no Ēsu Kirā) - 206. "We Are Too Naive" (オレたちは甘い Ore-tachi wa Amai) |

| - 207. "Face to Face" (真っ向勝負 Makkō Shōbu) - 208. "Ace's Proof" (エースの証明 Ēsu no Shōmei) - 209. "Shooting Training" (合宿シュート Gasshuku Shūto) - 210. "Shohoku Catching Up" (湘北追撃 Shōhoku Tsuigeki) - 211. "Split on the Inside" (内部崩壊 Naibu Hōkai) | - 212. "For Victory" (勝利のために Shōri no Tame ni) - 213. "Ace Killer's End" (エースキラーの最期 Ēsu Kirā no Saigo) - 214. "The Desire for Winning" (勝利への執念 Shōri e no Shūnen) - 215. "Sannoh" (ヤマオー Yamaō) |

| - 216. "King" (王者 Ōja) - 217. "Morning Tensai" (夜明けの天才 Yoake no Tensai) - 218. "Shohoku's Thorough Inspection" (湘北徹底解剖 Shōhoku Tettei Kaibō) - 219. "Strong Team on Stage" (強豪登場 Kyōgō Tōjō) - 220. "The Night Before the Battle" (戦う前 Tatakau mae) | - 221. "Hurry and See Sannoh" (早く見たいな山王工業 Hayaku mitai San'nō Kōgyō) - 222. "The Biggest Challenge" (最大の挑戦 Saidai no Chōsen) - 223. "'Ambush'" ("奇襲" "Kishū") - 224. "Tensai?" (天才?) |

| - 225. "Smooth Shooter" (シューター Shūtā) - 226. "Extraordinary Play" (出来すぎ Dekisugi) - 227. "Just Like I Planned" (狙い通り Neraidōri) - 228. "Pride" (プライド Puraido) - 229. "Big Man" (ビッグマン Biggu Man) | - 230. "Area Battle" (局地戦 Kyokuchisen) - 231. "Battle of Power" (パワー勝負 Pawā Shōbu) - 232. "Sayonara Meatball" (サヨナラ丸男 Sayonara Maruo) - 233. "Wild and Tumulthous Second Half" (怒涛の後半 Dōtō no Kōhan) |

| - 234. "Shohoku in Trouble" (湘北 in Trouble Shōhoku in Toraburu) - 235. "Full Court Trap" (ゾーンプレス Zōnpuresu) - 236. "Speedster" (スピードスター Supīdosutā) - 237. "The Man" () - 238. "In the Middle" () | - 239. "Big and Skilled" (大っきくてウマい Daikkikute uma i) - 240. "Bullheaded and Confused Shohoku" (かっこ悪い湘北 Kakko Warui Shōhoku) - 241. "4 Points" () - 242. "The Last Blow" (切り札参上 Kirifuda Sanjō) |

| - 243. "O.R. (Offensive Rebound)" () - 244. "Heart of Team" () - 245. "Overcome the Doubt in Your Heart" (闇の外へ Yami no Soto e) - 246. "The Captain's Decision" (主将の決意 Shushō no Ketsui) - 247. "Never Give Up" (譲れない Yuzurenai) | - 248. "Those 2 Years" (2年間 Ninenkan) - 249. "Trust" (信頼 Shinrai) - 250. "Rhythm" (リズム Rizumu) - 251. "So Arrogant" (図にのれ Zu ni nore) |

| - 252. "Prodigy" (逸材 Itsuzai) - 253. "The Counterattack of Ace Sawakita" (エース沢北の逆襲 Ēsu Sawakita no Gyakushū) - 254. "Super Ace" (スーパーエース Sūpā Ēsu) - 255. "Sawakita" (沢北) - 256. "Challenge" (チャレンジ Charenji) - 257. "Challenge 2" (チャレンジ Charenji Tsū) - 258. "Setup" (布石 Fuseki) - 259. "Setup 2" (布石2 Fuseki Tsū) - 260. "Revenge is a Must" (借りは即返さなければならない Kari wa soku Kaesanakereba naranai) |

| - 261. "Swish" - 262. "1 versus 2" (1対2 Wan tai Tsū) - 263. "Makes Sense" (一理ある Ichiriaru) - 264. "The Savior" (救世主 Kyūseishu) - 265. "Instructions" (指図 Sashizu) - 266. "Starting Point" (原点 Genten) - 267. "Player's Life" (選手生命 Senshū Shimei) - 268. "Strongest: Sannoh's Stamina" (最強・山王の体力 Saikyō San'nō no Tairyoku) - 269. "Genius Dies Young" (天才薄命 Tensai Hakumei) |

| - 270. "Moment of Glory" (栄光の時 Eikō no Toki) - 271. "The Resolute Shohoku" (ダンコ湘北 Danko Shōhoku) - 272. "Defend to the Last" (死守 Shishu) - 273. "Desperate Effort" (死力 Shiryoku) - 274. "5 versus 4" (5対4 Faibu tai Fō) - 275. "And 1" (Ando Wan) - 276. "Shohoku High School Basketball Team" (湘北高校バスケットボール部 Shōhoku Kōkō Basukettobōru-bu) |